# NGC 5140
NGC 5140 (również PGC 47031) – galaktyka eliptyczna (E/SB0), znajdująca się w gwiazdozbiorze Centaura. Odkrył ją John Herschel 1 maja 1834 roku. Jest to galaktyka aktywna.